# Pathé Cinema
El Pathé Cinema que també va adoptar els noms de Lido, Actualidades i Alcázar, va obrir les portes el 5 de gener de 1922 a Rambla Catalunya, 37 de Barcelona. Amb una capacitat per a 858 butaques i sota la direcció de Vilaseca y Ledesma, S. A. Va ser la primera sala d'Espanya que va incorporar un orgue per a acompanyar les projeccions.
El programa elegit per inaugurar la sala va ser: Fieras humanas, Los amores de una rana, La sultana del amor i El cabaret y la moda. Aquest va ser l'inici d'un cinema que tot i el canvi de noms, sempre va estar considerat un del millors de la capital catalana.
La sala va romandre tancada de l'estiu del 1922 fins al febrer de 1923 per reformes de local i decoració. Per a la reobertura es va estrenar La mujer del Faraón, dirigida per Ernst Lubistch. Uns anys més tard, el 1928, va tornar a tancar durant uns mesos per noves reformes. L'octubre del mateix any va obrir sota la direcció de CINAES i amb la projecció de Ben Hur de Fred Niblo.
El 6 d'octubre de 1929 va canviar de nom a Lido Cine.